# Hexapathes alis
Hexapathes alis is een Antipathariasoort uit de familie van de Cladopathidae. De wetenschappelijke naam van de soort is voor het eerst geldig gepubliceerd in 2006 door Molodtsova.